# العلاقات العراقية الإستونية
العلاقات العراقية الإستونية هي العلاقات الثنائية التي تجمع بين العراق وإستونيا.

## مقارنة بين البلدين
هذه مقارنة عامة ومرجعية للدولتين:
| وجه المقارنة                                              | العراق                       | إستونيا                                                                             |
| --------------------------------------------------------- | ---------------------------- | ----------------------------------------------------------------------------------- |
| المساحة (كم2)                                             | 437.07 ألف                   | 45.34 ألف                                                                           |
| عدد السكان (نسمة)                                         | 38.27 مليون                  | 1.32 مليون                                                                          |
| الكثافة السكانية (ن./كم²)                                 | 87.56                        | 29.11                                                                               |
| العاصمة                                                   | بغداد                        | تالين                                                                               |
| اللغة الرسمية                                             | اللغة العربية، اللغة الكردية | اللغة الإستونية                                                                     |
| العملة                                                    | دينار عراقي                  | يورو، كرون إستوني، كرون إستوني، المارك الإستوني                                     |
| الناتج المحلي الإجمالي (بليون دولار)                      | 197.72 مليار                 | 25.92 مليار                                                                         |
| الناتج المحلي الإجمالي (تعادل القوة الشرائية) بليون دولار | 560.73 مليار                 | 38.11 مليار                                                                         |
| الناتج المحلي الإجمالي الاسمي للفرد دولار أمريكي          | 4.94 ألف                     | 17.79 ألف                                                                           |
| الناتج المحلي الإجمالي للفرد دولار أمريكي                 | 15.06 ألف                    | 28.14 ألف                                                                           |
| مؤشر التنمية البشرية                                      | 0.654                        | 0.871                                                                               |
| رمز المكالمات الدولي                                      | +964                         | +372                                                                                |
| رمز الإنترنت                                              | .iq                          | .ee                                                                                 |
| المنطقة الزمنية                                           | ت ع م+03:00، ت ع م+04:00     | ت ع م+02:00، ت ع م+03:00، توقيت شرق أوروبا، أوروبا/تالين ‏، توقيت شرق أوروبا الصيفي ‏ |

## منظمات دولية مشتركة
يشترك البلدان في عضوية مجموعة من المنظمات الدولية، منها:
| علم المنظمة | اسم المنظمة                        | تاريخ انضمام العراق | تاريخ انضمام إستونيا |
| ----------- | ---------------------------------- | ------------------- | -------------------- |
|             | مؤسسة التنمية الدولية              | 29 ديسمبر 1960      | 11 أكتوبر 2008       |
|             | يونسكو                             | 21 أكتوبر 1948      | 14 أكتوبر 1991       |
|             | وكالة ضمان الاستثمار متعدد الأطراف | 6 أكتوبر 2008       | 24 سبتمبر 1992       |
|             | الأمم المتحدة                      | 21 ديسمبر 1945      | 17 سبتمبر 1991       |
|             | الاتحاد البريدي العالمي            | ?                   | ?                    |
|             | البنك الدولي للإنشاء والتعمير      | 27 ديسمبر 1945      | 23 يونيو 1992        |
|             | الاتحاد الدولي للاتصالات           | 12 نوفمبر 1928      | 19 مايو 1922         |
|             | منظمة حظر الأسلحة الكيميائية       | ?                   | ?                    |
|             | مؤسسة التمويل الدولية              | 27 ديسمبر 1956      | 9 أغسطس 1993         |
|             | منظمة الشرطة الجنائية الدولية      | ?                   | ?                    |

## وصلات خارجية
- موقع وزارة الخارجية العراقية
- موقع وزارة الخارجية الإستونية